# Elmo Lieftink
Elmo Lieftink (Deventer, 3 febbraio 1994) è un calciatore olandese, centrocampista del TEC VV.

## Carriera
Ha giocato nella prima divisione olandese con il Willem II, per un totale di 44 presenze ed una rete in questa categoria, tutte comprese tra il 2016 ed il 2019. Successivamente ha giocato con vari club nella seconda divisione olandese.

## Statistiche

### Presenze e reti nei club
Statistiche aggiornate al 25 novembre 2017.
| Stagione         | Squadra          | Campionato       | Campionato | Campionato | Coppe nazionali | Coppe nazionali | Coppe nazionali | Coppe continentali | Coppe continentali | Coppe continentali | Altre coppe | Altre coppe | Altre coppe | Totale | Totale | Totale |
| Stagione         | Squadra          | Comp             | Pres       | Reti       | Comp            | Pres            | Reti            | Comp               | Pres               | Reti               | Comp        | Pres        | Reti        | Pres   | Reti   |        |
| ---------------- | ---------------- | ---------------- | ---------- | ---------- | --------------- | --------------- | --------------- | ------------------ | ------------------ | ------------------ | ----------- | ----------- | ----------- | ------ | ------ | ------ |
| 2016-2017        | Willem II        | E                | 15         | 0          | CO              | 0               | 0               | -                  | -                  | -                  | -           | -           | -           | 15     | 0      |        |
| 2017-2018        | Willem II        | E                | 8          | 1          | CO              | 2               | 0               | -                  | -                  | -                  | -           | -           | -           | 10     | 1      |        |
| Totale Willem II | Totale Willem II | Totale Willem II | 23         | 1          |                 | 2               | 0               |                    | -                  | -                  |             | -           | -           | 25     | 1      |        |
| Totale carriera  | Totale carriera  | Totale carriera  | 23         | 1          |                 | 2               | 0               |                    | -                  | -                  |             | -           | -           | 25     | 1      |        |